# Arlen Specter

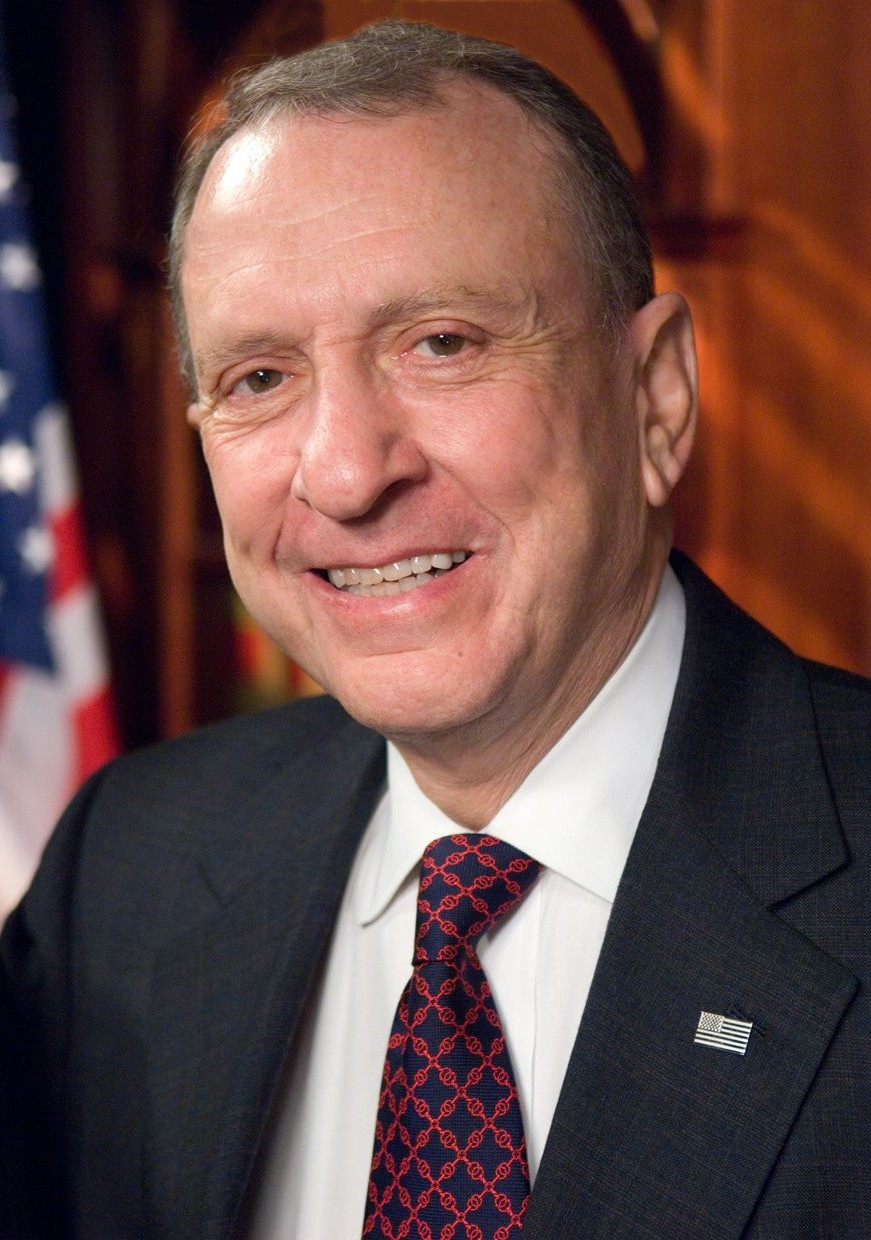
Arlen Specter

Arlen Specter (* 12. Februar 1930 in Wichita, Kansas; † 14. Oktober 2012 in Philadelphia, Pennsylvania) war ein US-amerikanischer Politiker und US-Senator für den Bundesstaat Pennsylvania.

## Leben

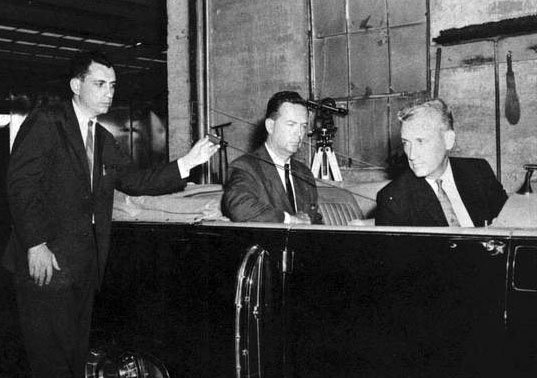
Arlen Specter (links) demonstriert als Assistent der Warren-Kommission den Weg des Projektils beim Attentat auf John F. Kennedy

Arlen Specter wuchs in Wichita und Russell auf; sein Vater war ein jüdischer Immigrant aus der Ukraine. Arlen Specter besuchte nach der High School zunächst die University of Oklahoma, danach die University of Pennsylvania mit dem Hauptfach „Internationale Beziehungen“. Seinen Abschluss erwarb er dort 1951, danach studierte er Jura an der Law School der Yale University. 1956 wurde er als Rechtsanwalt in Pennsylvania zugelassen. Er arbeitete zunächst in eigener Praxis, später als Staatsanwalt unter James Crumlish. Auf Empfehlung des damaligen Kongressabgeordneten Gerald Ford war Specter Assistent eines Mitglieds der Warren-Kommission, die den Mord an John F. Kennedy untersuchte.
Seine Ehefrau Joan Specter war Mitglied des Stadtrats von Philadelphia, in den sie stadtweit (statt in einem bestimmten Bezirk) gewählt wurde. Im Februar 2005 gab Specter bekannt, dass er an einem Hodgkin-Lymphom leide. Trotz des fortgeschrittenen Stadiums des Krebses arbeitete Senator Specter während seiner Chemotherapie weiter. Mit dem Ende der Behandlung im Juli 2005 galt er als geheilt.

## Politische Laufbahn
Arlen Specter bewarb sich im Jahre 1965 als registriertes Parteimitglied der Demokratischen Partei für die Republikaner für das Amt des District Attorney und besiegte den Amtsinhaber und ehemaligen Vorgesetzten James Crumlish. Nach dem Wahlgewinn änderte er folgerichtig seine Parteizugehörigkeit. Er wurde einmal wiedergewählt, unterlag jedoch 1973 seinem Herausforderer. Danach arbeitete er zunächst wieder als Rechtsanwalt, dabei verteidigte er u. a. den Mörder Ira Einhorn. 1976 trat er in den republikanischen Vorwahlen für das Amt des US-Senators an, wurde aber von John Heinz besiegt. Bereits in den Vorwahlen besiegt wurde Specter 1978, als er sich für das Amt des Gouverneurs von Pennsylvania bewerben wollte. 1980 gelang es ihm zum US-Senator für Pennsylvania gewählt zu werden, er wurde seitdem bei jeder Wahl im Amt bestätigt.
Von 1995, als die Republikaner die Mehrheit im Senat erlangten, bis 1997 war er Vorsitzender des Senatsausschusses für nachrichtendienstliche Erkenntnisse. 1996 kandidierte er für die republikanische Nominierung im Präsidentschaftswahlkampf, gab dieses Ziel jedoch relativ früh auf. 1997–2001 saß er dem Ausschuss für Angelegenheiten der Veteranen vor, bis die Republikaner ihre Mehrheit im Senat verloren. Nachdem sie die Mehrheit 2003 wieder erlangt hatten, wurde er erneut Vorsitzender dieses Ausschusses. 1998 und 1999 gehörte Specter zu den Kritikern des Amtsenthebungsverfahrens gegen Bill Clinton. Konservative Kritiker nannten ihn vor seinem Parteiwechsel einen „RINO“ (englisch republican in name only = nur dem Namen nach ein Republikaner). So kritisierte beispielsweise der Kongressabgeordnete Pat Toomey im Vorwahlkampf 2004, dass Specter zu liberal sei, um die Republikaner vertreten zu können. Specter konnte sich mit 52 % gegen Toomey durchsetzen und gewann schließlich in den Senatswahlen im November gegen den Demokraten Joe Hoeffel. Durch seine Wiederwahl wurde Specter Pennsylvanias erster Senator, der fünf Legislaturperioden diente.
Als dienstältestes Mitglied des Justizausschusses des Senats übernahm Specter den Vorsitz dieses Ausschusses am 4. Januar 2005. Sein Vorgänger im Amt war der Demokrat Patrick Leahy, davor Orrin Hatch. Dieser Ausschuss, der für die Bestätigung von Richterernennungen durch den Präsidenten zuständig ist, hat großen Einfluss auf die künftige Rechtsprechung des Supreme Courts. So wurde er landesweit für seine Rolle als Gegner der Nominierung von Robert Bork zum Supreme Court bekannt sowie für seine Verteidigung von Richter Clarence Thomas und seine Teilnahme an einem 30-stündigen Redemarathon, der gegen die Praxis von Filibusters bei Richterernennungen gerichtet war. In jüngerer Zeit erregte Specter Aufmerksamkeit, als er kontroverse Ansichten über die Zukunft des Supreme Courts äußerte; insbesondere warnte er Präsident George W. Bush bezüglich der Gefahren von Nominierungen von Richterkandidaten, die das im Abtreibungsfall Roe v. Wade gesprochene Urteil für falsch halten. Nachdem die Demokraten in den Wahlen im November 2006 die Mehrheit zurückeroberten, musste Specter den Vorsitz des Justizausschusses erneut an Leahy abtreten. Im Mai 2010 leitete er vor der Strafrechtskommission des Justizausschusses eine Anhörung, in der er auch auf die Siemens-Korruptionsaffäre einging. Selbst die von der Firma gezahlten 800 Millionen Dollar Strafe waren ihm zu wenig. Der von ihm gesehene Mangel: „Und keiner ging ins Gefängnis.“
Er war lange Zeit Mitglied der Republikaner und bis 2009 deren dienstältester Senator. Am 28. April 2009 gab er bekannt, seine Parteizugehörigkeit erneut zu ändern und zu den Demokraten zu wechseln. Dadurch verschaffte er den Demokraten die notwendige 60. Stimme, um den Filibuster der Republikaner gegen Obamacare zu brechen. Im November 2010 stand Specters Senatssitz zur Wiederwahl an. Trotz seiner entscheidenden Hilfe bei der Durchsetzung von Obamas wichtigstem Reformprojekt unterlag Specter bei den Vorwahlen der Demokraten im Mai 2009 seinem Herausforderer Joe Sestak. Er schied deshalb 2011 aus dem Senat aus. Anschließend hatte er einen Lehrauftrag an seiner Alma Mater.

## Positionen
Specter gehörte vor seinem Wechsel zurück zu den Demokraten (2009) zu den gemäßigten Republikanern. So wurde er als Pro-Choice eingestuft. Aus verschiedenen Anlässen hat er John Ashcroft, Justizminister unter Präsident George W. Bush, sowie Präsident Bush selbst heftig kritisiert.